# Aletta Ruijsch
Aletta Jacoba Josephina van Thol-Ruijsch (Den Helder, 6 augustus 1860 – Den Haag, 20 november 1930) was een Nederlandse schilder en tekenaar.

## Leven en werk
Ruijsch was een dochter van Wilhelmus Ruijsch (1823-1875), officier van gezondheid eerste klasse bij de marine, en Jacoba Josephina de Block (1825-1903).
Ruijsch volgde de schildersklas van de Academie van Beeldende Kunsten (1888-1891) in Den Haag en kreeg les van Eugène Joors in Antwerpen. Ze schilderde en tekende onder meer (bloem)stillevens, landschappen en portretten. Ruijsch en de schilder Hendrik Otto van Thol (1859-1902) kregen in 1892 een aanmoedigingssubsidie toegekend van de koningin. Ze nam deel aan de Nationale Tentoonstelling van Vrouwenarbeid 1898. In 1899 trouwde ze met Van Thol. Het paar verhuisde naar Nunspeet. Na het overlijden van haar man verhuisde ze naar Ermelo en in 1903 terug naar Den Haag.
Ruijsch won diverse prijzen met haar werk: een gouden medaille in Antwerpen (1892), een zilveren medaille bij de Sporttentoonstelling Scheveningen (1892) en een eervolle vermelding op de wereldtentoonstelling in Parijs (1900). Ze gaf les aan Nelly Goedewaagen.
Ter gelegenheid van haar zeventigste verjaardag hield de Pulchri Studio een overzicht van haar werk. Toen Ruijsch twee maanden later op een avond de gaskachel op haar atelier wilde aansteken, vatten haar kleren vlam. Ze werd met ernstige brandwonden overgebracht naar het ziekenhuis, waar ze die nacht overleed. De schilderes werd begraven op Oud Eik en Duinen.